# Кульбаково
Кульбаково — село в Матвеево-Курганском районе Ростовской области.
Входит в состав Большекирсановского сельского поселения.

## География

### Улицы
| - пер. Дружбы, - пер. Миусский, - пер. Первомайский, - пер. Речной, - пер. Спортивный, - пер. Трудовой, - пер. Черемушки, - пер. Школьный, - пер. Ясиновский, | - ул. Мира, - ул. Огородная, - ул. Таганрогская. |

## Население
| 2010 |
| ---- |
| 792  |